# Avenida B
La Avenida B es una avenida de sentido norte a sur ubicada en el barrio Alphabet City en la East Village de Manhattan, Nueva York, al este de la Avenida A y oeste de la Avenida B. Va desde la calle Houston a la calle 14, desde donde continúa como una pista circular en Stuyvesant Town que lo conecta con la Avenida A. Al sur de la calle Houston, la Avenida B continúa su recorrido como Clinton Street hasta South Street. Es el límite este del Tompkins Square Park.

## Historia
La calle fue creada en el Plan de los Comisionados de 1811 como una de las 16 avenidas de sentido norte a sur de un ancho de 100 pies (30,5 m). Estas incluían las 12 avenidas numeradas y cuatro avenidas (ubicadas al este de la Primera Avenida) designadas con letras.

## Avenida East End
En el Upper East Side, la Avenida B aparece nuevamente como Avenida East End; de carácter principalmente residencial. Recorre sólo entre la calle 79 este a la calle 90 este a través del barrio Yorkville. Fue llamada Avenida B bajo el plan original de 1811, pero ya no recibe esa designación. El Carl Schurz Park, ubicación de la Gracie Mansion, esta adyacente a la avenida en este punto. En 1928, la Junta de Estimación de la Ciudad de Nueva York dispuso que el desarrollo al sur de la calle 84 este sea restringida al uso residencial.

## Monumentos
- La Christodora House, un antiguo albergue de mujeres y hoy un condominio, está ubicado en la Avenida B con la Calle 9.
- La residencia de Charlie Parker en el 151 de la Avenida B entre las calles 9 y 10, donde el músico de jazz vivió entre 1950 a 1954, es un monumento de la ciudad.[3]
- Gracie Mansion, un monumento de la ciudad y residencia oficial del Alcalde de Nueva York está ubicado en la Avenida East End con la calle 88.

## Transporte
Actualmente no hay buses que recorren la avenida B. El bus M9 antiguamente utilizaba esta calle desde la calle Houston este hasta la calle 14. La M9 hoy recorre la Avenida C desde Houston hasta la calle 23.  El bus M79 recorre la Avenida entre las calles 80 a la 79.

## En la cultura popular
- En 1922 Fanny Brice grabó "El Jeque de la Avenida B", una parodia de "El Jeque de Arabia" escrito por Harry Ruby y Bert Kalmar[4]
- En el musical de Jonathan Larson Rent, muchos de los caracteres viven en la Avenida B y la calle 11.
- En 1983 Pierce Turner, Larry Kirwan y Thomas Hamlin escribieron "Avenue B (is the place to be)", que fue grabada por su banda Major Thinkers.
- Un álbum de 1999 de Iggy Pop es titulado Avenue B, fue escrito mientras vivía en la Christodora House.
- Una canción de The Fleshtones titulado Take a Walk with the Fleshtones en su álbum Beautiful Light describe la escena de la calle empezando en el "Eleven Eleven" con el coro repitiendo "...on Avenue B".
- Gogol Bordello escribió una canción llamada "Avenue B".
- Varias escenas de la película de 1986 "Cocodrilo Dundee" fueron filmadas en y alrededor de un bar ubicado en el 108 de la Avenida B donde esa calle se cruza con la calle 7, también conocida como Tompkins Square.
- En el álbum de 1999 de Lou Reed New York, la canción Halloween Parade incluye el verso "The boys from Avenue B, the girls from Avenue D, a Tinkerbell in tights". La canción trata sobre los estragos del SIDA, utilizando la Greenwich Village Halloween Parade como fondo.
- En el álbum de Cop Shoot Cop de 1994 Release, la canción "It Only Hurts When I Breathe"  hace referencia a la esquina de la Avenida B y la calle 3.